# Yimen
Yimen léase Yi-Mén (en chino:易门县, pinyin:Yìmén xiàn, lit:puerta fácil) es un condado bajo la administración directa de la ciudad-prefectura de Yuxi. Se ubica al este de la provincia de Yunnan, sur de la República Popular China. Su área es de 1571 km² y su población total para 2010 fue +100 mil habitantes.

## Administración
El condado Yimen se divide en 28 pueblos que se administran en 23 subdistritos, 3 poblados y 2 villas étnicas. 